# 加德纳 (马萨诸塞州)
加德纳，正式名称为加德纳市（英語：City of Gardner），是美国马萨诸塞州伍斯特县的一座城市。根据2020年美国人口普查结果，该市人口为21,287人。

## 历史
加德纳之名源于政治家托马斯·加德纳。1764年，欧洲移民开始在此定居。在相继接受阿什伯纳姆、邓普顿、威斯敏斯特、温琴登等周边定居点赠予的土地后，1785年，加德纳正式获得建制镇地位。:21805年左右，此地已经成为新英格兰木材加工以及家具行业的中心之一，这一地位一直延续至今，因此加德纳又有“椅子城”、“新英格兰家具之都”之称。截至1910年，全镇已有20家椅子工厂，每年生产400万把椅子。此外，这里的银制品加工业也相当发达。加德纳州立医院是全美小屋建筑的先驱者之一。
1922年，当地出身的插画家哈里森·卡迪设计了加德纳的图章。根据当地法规，图章中央描绘了托马斯·加德纳站在水晶湖前的情景，远方则为蒙纳德诺克山；五个圆形环绕中心部分，其中一个圆形内有椅子的形象，象征着家具产业在加德纳地方经济中的重要地位，其余四个圆形内则分别有字母W、W、A和T，象征着当年为加德纳提供土地的四座城镇。1923年，加德纳获得建制市地位。
加德纳是海伍德-韦克菲尔德公司的发源地。该公司的历史可以追溯到1826年，当时海伍德五兄弟沃尔特、列维、赛斯、本杰明和威廉开始在他们家庭农场附近的谷仓里制作木椅和家具。早年，只有沃尔特一人制作椅子，但很快列维和本杰明也开始兼职制作家具，同时在附近经营一家乡村商店。1831年，列维搬到波士顿，在那里建立了一家直销店来销售椅子，而本杰明和威廉则留在加德纳制造椅子。 1834年，一场大火烧毁了他们的椅子店。一年后，本杰明、沃尔特和威廉，以及摩西·伍德和詹姆斯·盖茨共同组建了一家合伙企业，即海伍德-韦克菲尔德公司的前身。此外，另一家曾经著名的家具企业尼科尔斯和斯通制椅公司 （Nichols and Stone Chair Company）于1762年成立于威斯敏斯特，20世纪初总部迁到加德纳，直到2008年7月宣布停止生产为止，而其名称、知识产权和设计权则被卖给了纽约州曼里烏斯的一家公司。
世界上第一台实用的打卡机也诞生于加德纳。1894年，任职于海伍德-韦克菲尔德公司的工程师爱德华·G·沃特金斯因应公司对能够记录员工上下班时间的时钟的需求，发明出了打卡机。后来，沃特金斯发现了商机，于是从海伍德-韦克菲尔德公司离职，开办了Simplex时间记录器公司。1958年，该公司收购了IBM的时间记录器及火警预防部门，从而成为全国火灾报警器及商用时间记录器系统的领导者。2000年，泰科国际收购了此公司。

## 地理
根据美国普查局的数据，加德纳面积23.0平方英里（60平方），其中陆地面积22.2平方英里（57平方），水域面积0.8平方英里（2.1平方），水域率3.52%。水晶湖位于市中心附近。全市最高点是水库山顶峰，海拔1,280英尺（390）。加德纳位于马萨诸塞州中北部，东临威斯敏斯特，南接哈伯斯顿，西靠邓普顿，北与温琴登、阿什伯纳姆接壤。

## 政治
加德纳市政府为市长-议会制，现任市长为迈克尔·J·尼科尔森（Michael J. Nicholson）。

## 人口
根据2000年美国人口普查数据，加德纳共有20,770人，8,282户，5,085个家庭。2018年，加德纳人口密度为每平方英里931.0人。全市共有8,838个住房单位，密度为每平方英里398.3个（每平方千米153.8个）。非拉丁裔白人占全市人口的93.13%，拉丁裔占4.08%，非裔占2.29%，亚裔占1.37%，太平洋岛民后裔占0.08%，原住民占0.34%，其他族裔占1.22%，两个及以上种族的混血占1.58%。19.6%的市民为法裔加拿大人后裔，17.6%为法国裔，12.7%为爱尔兰裔，6.7%为英格兰裔，6.3%为波兰裔，6.2%为意大利裔。
在全市8,282户当中，30.3%有18岁以下的孩子，44.4%是共同生活的已婚夫妇，12.7%的户主为独居女性，38.6%并非家庭。单人户占总户数的32.4%，而只有一名65岁以上老人的单人户则占13.5%。住户平均规模为2.35人，其中家庭户平均规模为2.97人。
人口年龄构成方面，23.7%的人口年龄低于18岁，7.7%的人口年龄介于18至24岁，31.8%的人口年龄介于25至44岁，20.7%的人口年龄介于45至64岁，16.1%的人口年龄在65岁以上，中位数年龄为38岁。性别比例方面，总人口性别比为105.1（以女性为100），成年人口性别比为103.7（以女性为100）。
全市住户平均收入为37,334美元，家庭户平均收入为47,164美元，男性平均收入为35,804美元，女性平均收入为26,913美元，总体人均收入为18,624美元。9.6%的人口和7.0%的家庭低于贫困线，包括12.8%的未成年人和11.7%的老年人。

## 经济
长期以来，家具业是加德纳的支柱产业，因此这座城市也获得了“椅子城”的美称。尽管近几十年来这一地区的去工业化趋势日趋严重，但时至今日，加德纳及附近城镇仍然有一些家具制造商，例如加德纳标准制椅（Standard Chair of Gardner）以及萨隆家具公司（Saloom Furniture Company）。此外，加德纳也是跨国纸张及包装制造商海员纸业的总部所在地。

## 交通
加德纳的公共运输系统主要由蒙塔苏塞特地区运输管理局（MRTA）提供。其负责经营当地的固定路线巴士服务、班车服务，以及蒙塔苏塞特地区的辅助公交服务。
自1871年起，波士顿、巴里和加德纳铁路系统开始为加德纳提供铁路运输服务。加德纳车站曾在1980年至1986年间作为马萨诸塞湾交通局菲奇堡线的终点站，但随着1987年线路被削减至菲奇堡，加德纳车站的重要性随之削弱。2016年起，MRTA开始提供加德纳至瓦楚塞特站间的面包车服务。

## 教育
加德纳主要的教育机构如下：
- 沃特福德街学校（Waterford Street School）
- 榆树街学校（Elm Street School）
- 加德纳中学（Gardner Middle School）
- 加德纳高中（英语：Gardner High School）

## 文化
加德纳公立图书馆于1885年落成并向公众开放，其原址现为城市历史博物馆。2008年，加德纳将其市政预算的1.84%（734,164美元）用于公立图书馆。

## 名人
- 露西·斯通（1818-1893），社会活动家，废奴主义者，女性主义先驱者
- 萨曼莎·阿瑟诺（1981-），游泳运动员

## 在流行文化中
加德纳曾为电影及电视剧《城堡岩》的取景地之一。

## 延伸阅读
- Glazier, Lewis.  . 维基文库. Worcester, Mass.: Chas. Hamilton. 1860.
- Herrick, William D. . Gardner, Mass. 1878. LCCN 01011394.
- Moore, Esther G. . Gardner, Mass. 1967. LCCN 67066416.
- Rouland, Steve  Heywood-Wakefield Modern Furniture, 1994.